# Jochen-Christoph Kaiser
Jochen-Christoph Kaiser (* 19. Januar 1948 in Lüdenscheid) ist ein deutscher Historiker und evangelischer Theologe.

## Leben
Kaiser wuchs in Eckardtsheim und Hemer auf und studierte in Bethel, Tübingen und Münster Geschichte und Evangelische Theologie. Nach seiner Promotion zum Dr. phil. im Jahre 1979 war er bis 1988 Wissenschaftlicher Assistent bei den Professoren Heinz Gollwitzer und Hans-Ulrich Thamer am Lehrstuhl für Neuere und Neueste Geschichte am Historischen Seminar der Westfälischen Wilhelms-Universität Münster. Nach Tätigkeiten als Hochschuldozent mit Lehrstuhlvertretungen in Aachen und Düsseldorf lehrte er von 1994 bis 2012 als Professor für Kirchliche Zeitgeschichte, historische Frauenforschung und Diakoniegeschichte am Fachbereich Evangelische Theologie der Philipps-Universität Marburg.
Kaiser ist verheiratet und hat drei erwachsene Kinder.

## Forschung
Kaiser trat vor allem mit Arbeiten zur Geschichte des Sozialen Protestantismus, insbesondere zur Inneren Mission, hervor. Weitere Forschungsschwerpunkte sind historische Genderforschung und die Geschichte des kirchlichen Verbandswesens allgemein. Er vertritt einen interdisziplinären Ansatz Kirchlicher Zeitgeschichte, der Kirchengeschichte als Integration von Theologie- und Sozial- bzw. Gesellschaftsgeschichte begreift und offen ist für überkonfessionelle und transnationale Ansätze.
Kaiser hat zahlreiche Veröffentlichungen zur Kirchlichen Zeitgeschichte vorgelegt. Er ist geschäftsführender Herausgeber der von ihm 1988 mitbegründeten Reihe „Konfession und Gesellschaft“ und war bis 2008 als geschäftsführender Herausgeber für den Aufsatzteil der Zeitschrift für Kirchengeschichte verantwortlich. Außerdem ist er seit 2005 Mitherausgeber der Reihe „Historisch-theologische Genderforschung“ und gibt seit 2007 die „Marburger Beiträge zur Kirchlichen Zeitgeschichte“ heraus.

## Werke (Auswahl)
- Arbeiterbewegung und organisierte Religionskritik. Proletarische Freidenkerverbände in Kaiserreich und Weimarer Republik, Stuttgart 1981 (zugleich Diss. phil., Münster 1979).
- Frauen in der Kirche. Evangelische Frauenverbände im Spannungsfeld von Kirche und Gesellschaft 1890–1945. Quellen und Materialien, Düsseldorf 1985.
- Hrsg. (mit Martin Greschat): Der Holocaust und die Protestanten. Analysen einer Verstrickung, Frankfurt a. M. 1988.
- Sozialer Protestantismus im 20. Jahrhundert. Beiträge zur Geschichte der Inneren Mission 1918–1945, München 1989 (zugleich Habilitationsschrift, Münster 1986).
- Hrsg. (mit Kurt Nowak und Michael Schwartz): Eugenik – Sterilisation – ,Euthanasie‘. Politische Biologie in Deutschland, 1895–1945. Eine Dokumentation, Berlin 1992.
- Hrsg. (mit Martin Greschat), Sozialer Protestantismus und Sozialstaat 1890–1938, Stuttgart 1996.
- Hrsg. (mit Volker Herrmann und Theodor Strohm): Bibliographie zur Geschichte der deutschen evangelischen Diakonie im 19. und 20. Jahrhundert, Stuttgart 1997.
- Hrsg.: Soziale Arbeit in historischer Perspektive. Zum geschichtlichen Ort der Diakonie in Deutschland. FS Helmut Talazko zum 65. Geburtstag, Stuttgart 1998.
- Hrsg. (mit Andreas Lippmann und Martin Schindel): Marburger Theologie im Nationalsozialismus. Texte zur Geschichte der theologischen Fakultät der Philipps-Universität Marburg im Dritten Reich, Neukirchen-Vluyn 1998.
- Hrsg. (mit Ingolf Hübner): Diakonie im geteilten Deutschland. Zur diakonischen Arbeit unter den Bedingungen der DDR und der Teilung Deutschlands, Stuttgart 1999.
- Hrsg. (mit Martin Greschat): Die Kirchen im Umfeld des 17. Juni 1953, Stuttgart 2003.
- Hrsg. (mit Jan Cantow), Paul Gerhard Braune (1887–1954). Ein Mann der Kirche und Diakonie in schwieriger Zeit, Stuttgart 2005.
- Hrsg.: Zwangsarbeit in Kirche und Diakonie, 1939–1945, Stuttgart 2005.
- Politischer Protestantismus im 19. und 20. Jahrhundert. Ausgewählte Arbeiten zur Kirchlichen Zeitgeschichte, hrsg. v. Rolf-Ulrich Kunze und Roland Löffler, Konstanz 2008.
- Evangelische Kirche und sozialer Staat. Diakonie im 19. und 20. Jahrhundert, hrsg. von Volker Herrmann, Stuttgart 2008.

## Einzelbelege
1. ↑  Konfession und Gesellschaft. Das Programm. Vorwort der Herausgeber vor dem Titelblatt der meisten Bände der Reihe.

| Personendaten    | Personendaten                                   |
| ---------------- | ----------------------------------------------- |
| NAME             | Kaiser, Jochen-Christoph                        |
| KURZBESCHREIBUNG | deutscher Historiker und evangelischer Theologe |
| GEBURTSDATUM     | 19. Januar 1948                                 |
| GEBURTSORT       | Lüdenscheid                                     |